# Brian Flynn (baseball)
Pour les articles homonymes, voir Brian Flynn.
Brian Flynn (né le 19 avril 1990 à Tulsa, Oklahoma, États-Unis) est un lanceur gaucher des Ligues majeures de baseball qui a joué pour les Marlins de Miami et les Royals de Kansas City entre 2013 et 2019.

## Carrière
Joueur des Shockers de l'Université d'État de Wichita, Brian Flynn est un choix de septième ronde des Tigers de Détroit en 2011. Le 23 juillet 2012, le jeune Flynn, qui évolue toujours en ligues mineures, passe aux Marlins de Miami lorsque les Tigers l'y échangent avec le lanceur droitier Jacob Turner et le receveur Rob Brantly, afin d'obtenir le lanceur partant droitier Aníbal Sánchez et Omar Infante, un joueur d'utilité.
Flynn fait ses débuts dans le baseball majeur le 4 septembre 2013 comme lanceur partant des Marlins. Le gaucher obtient 4 départs en fin de saison. En 18 manches lancées, il accorde cependant 27 coups sûrs, 13 buts-sur-balles et 17 points, pour une moyenne de points mérités de 8,50 avec deux défaites. Il lance deux fois, dont une fois comme releveur, avec les Marlins en 2014.
Le 28 novembre 2014, Flynn et le lanceur droitier Reid Redman sont échangés aux Royals de Kansas City contre le lanceur droitier Aaron Crow.